# Velege

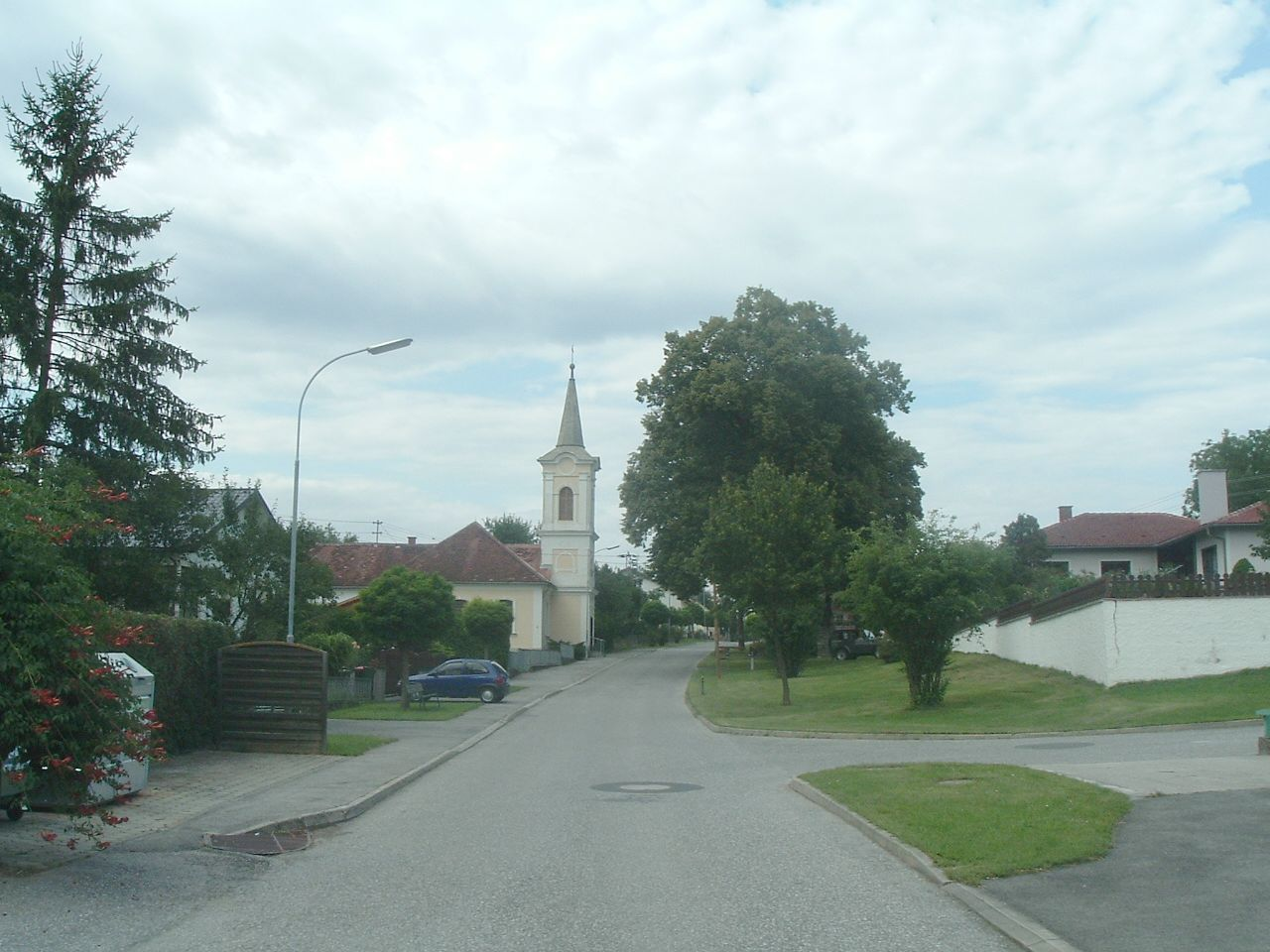
Utcarészlet a katolikus kápolnával

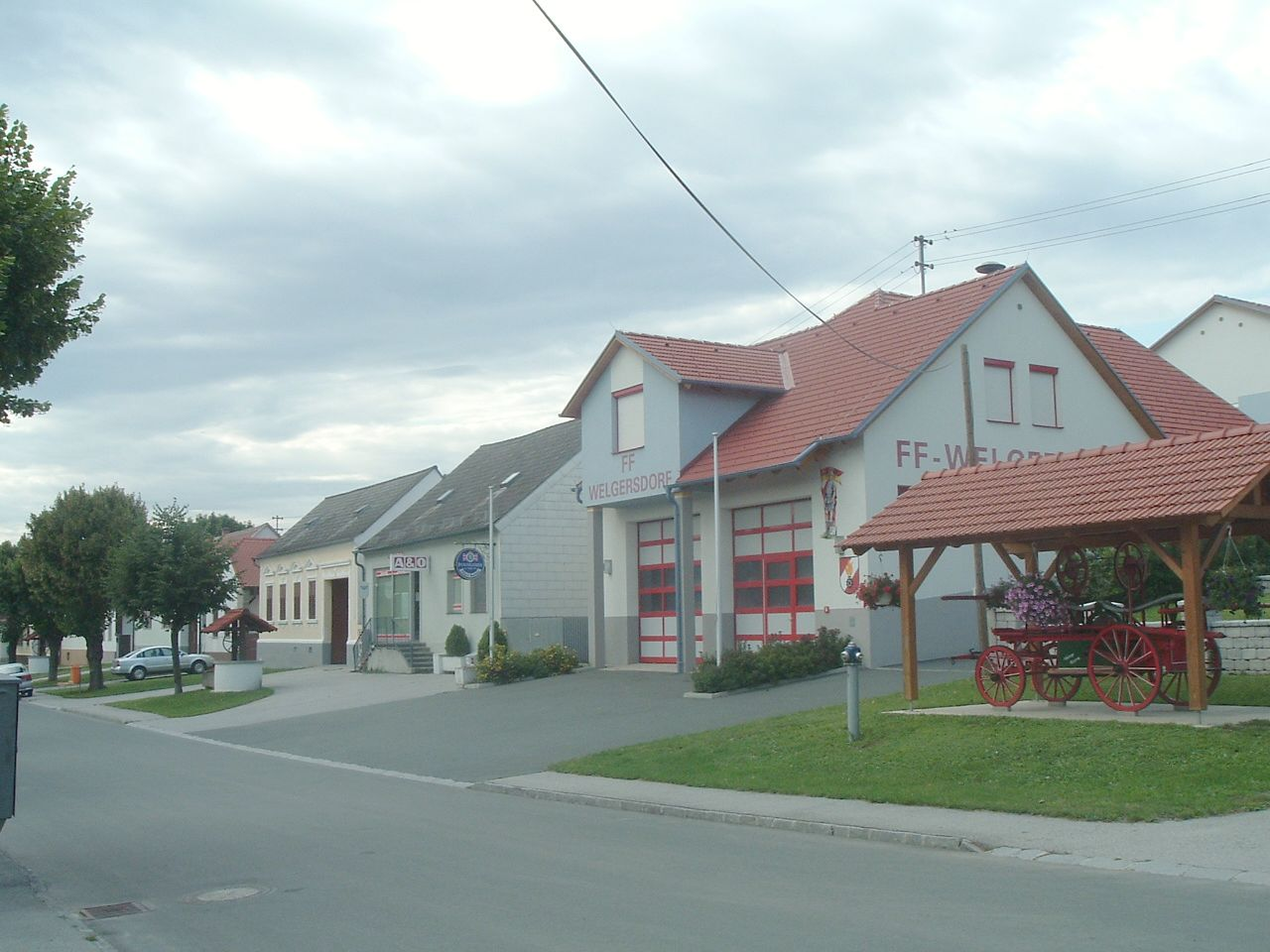
Utcarészlet

Velege (németül: Welgersdorf, horvátul: Velegaj) Nagyszentmihály településrésze, egykor önálló község Ausztriában Burgenland tartományban a Felsőőri járásban.

## Fekvése
Felsőőrtől 14 km-re délkeletre fekszik.

## Története
A települést 1406-ban "Welegeh", illetve "Welege" alakban említik először.
Neve a szláv "Velike" (azaz nagy) melléknévre megy vissza, tehát eredetileg minden bizonnyal szláv település volt. A középkorban a szalónaki uradalomhoz tartozott, mely 1527-ben a Batthyány család birtoka lett. Az 1848-as jobbágyfelszabadítást követően vita robbant ki az uradalom és annak korábbi alattvalói között. 1849-ben felépült a falu iskolája, melyhez 1900-ban haranglábat építettek. 1869-ben és 1870-ben cigányok települtek le itt.
Vályi András szerint "VELEGE. Velgerszdorf. Német falu Vas Várm. földes Ura Gr. Batthyáni Uraság, lakosai katolikusok, fekszik Sankfalvához közel, és annak filiája; földgye síkos, és termékeny, réttye kövér, erdeje elég, kereskedésre is módgya van Stájer Országban."
Fényes Elek szerint "Velege, (Welgersdorf), német falu, Vas vmegyében, gr. Batthyáni családé, ut. p. Kőszeg: 278 ágostai, 162 kath. lak."
Vas vármegye monográfiája szerint "Velege, 94 házzal és 592 r. kath., és ág. ev. vallásu, németajku lakossal. Postája és távírója Német-Szent-Mihály. A község a szombathely-pinkafői vasut mellett fekszik. " 
1860-ban egy tűzvészben a falu fele leégett. Fejlődésében nagy szerepet játszott a szombathely-pinkafői vasútvonal megépülése 1888-ban, melynek itt vasútállomása lett. 1894-ben egy orkánszerű szélvihar sok ház tetejét leszaggatta. 1900-ban újabb nagy tűzvész pusztított, mely a főutca jobb oldali házsorát pusztította végig. Lakói közül sokan vándoroltak ki a tengerentúlra. Önkéntes tűzoltóegyletét 1906-ban alapították. 1907-ben Velegét Sámfavához csatolták. 1910-ben 550, túlnyomórészt német lakosa volt. 1916-ban akkora árvíz volt, hogy néhány háznak az ablakán folyt be víz. A trianoni békeszerződésig Vas vármegye Felsőőri járásához tartozott. 1921-ben Ausztria Burgenland tartományának része lett. 1954-ben megépült a csatornahálózat, 1962-ben pedig a vízvezeték. 1961. június 8-án újabb nagy árvíz öntötte el a települést, ugyanebben az évben készült el az új utcavilágítás. 1965-ben a népiskolát az új községháza épületébe költöztették át. 1971-ben közigazgatásilag Nagyszentmihály része lett és ma is hozzá tartozik.

## Nevezetességei
- Evangélikus temploma eredetileg iskolának épült 1849-ben, 1900-ban bővítették.
- Római katolikus kápolnáját 1934-ben építették.
- A Nagyszentmihályi mesevasút Velege erdejét is érinti, mely az ország első meseerdeje lett.
- Szent Hubert kápolna.
- Világháborús emlékmű.

## Külső hivatkozások
- Nagyszentmihály hivatalos oldala
- Velege a dél-burgenlandi települések honlapján
- Képes ismertető[halott link]